# Товариство сільського господарства Південної Росії
Товари́ство сільсько́го господа́рства Півде́нної Росі́ї (рос. дореф. Общество сельского хозяйства Южной России) — одне з перших сільськогосподарських товариств у Російській імперії і перше в Україні, засноване в 1828 році з ініціативи князя Михайла Воронцова з осідком в Одесі. Терен діяльності: Херсонська, Катеринославська, Таврійська і Бессарабська губернії. Товариство дбало про розвиток усіх галузей сільського господарства (зокрема садівництва і виноградарства та вівчарства), про лісорозведення і меліорацію (серед іншого про закладання артезіанських свердловин); ширило сільськогосподарську освіту, в дослідницькій праці звертало увагу зокрема на ґрунтознавство, влаштовувало сільськогосподарські виставки тощо.
Видавало «Листки», пізніше «Записки».
Після Жотневого перевороту 1917 року припинило своє існування.

## Президенти
- князь Михайло Воронцов (20 грудня 1828 — 6 листопада 1856);
- граф Олександр Строганов (22 листопада 1856 — 13 грудня 1862);
- граф Михайло Толстой (13 грудня 1862 — 16 лютого 1871);
- Федір Сухомлинов (16 лютого 1871 — 18 грудня 1871);
- граф Пауль Деметріус Коцебу (18 грудня 1871 — 12 лютого 1974);
- Валеріан Мазаракій (з 18 січня 1875);
- Микола Сухомлинов (1890–1917).

## Кооперативний комітет при імператорському товаристві сільського господарства Півдня Росії
Створений 20 грудня 1912 для вивчення місцевих умов розвитку кооперації, надання їй організаційно-матеріальної допомоги, видання часописів, скликання кооперативних з'їздів, обговорення та з'ясування доцільності запровадження змін у законодавстві й у статутах кооперативних об'єднань, а також для представництва кооперації в урядових установах, надання консультацій та здійснення ревізії кооперативних товариств. Членами комітету були С.Шелухін і В.Чехівський, у його засіданнях брали участь кооператори В.Козлов, К.Шеметів, М.В.Левитський, М.Стасюк, А.Степаненко, М.Гутник.